# Сока Гаккай
Товариство Сока Гаккай (яп. 創価学会 — «Товариство творення цінностей», англ. Sōka Gakkai International (SGI)) — японська організація світських буддистів. Характерною рисою товариства є активна участь у японській політиці й прозелітична діяльність за межами Японії.
Президентом товариства з 1960 по 1979 рік був лектор і автор книг з буддизму Дайсаку Ікеда, нині почесний президент.
Члени товариства інтегрують буддійські практики в своєму повсякденному житті, слідуючи Сутрі Лотоса, основі вчення Нітірена, японського буддійського священика XIII століття. Заснована педагогом Цунесабуро Макігучі в 1930 році, організація зазнала переслідувань під час Другої світової війни через свою незгоду з консолідацією релігійних груп японською владою. Близький соратник Макігучі, Дзьосей Тода, який був звільнений з в'язниці в липні 1945 року, взяв на себе провідну роль в організації. У наступні роки, починаючи з 1951 до своєї смерті в 1958 році, він збільшив основу з 3000 сімей-членів Сока Гаккай до рівня 750 тис. сімей.
Подальше розширення руху продовжувалось на чолі з третім президентом Дайсаку Ікеда, який заснував Міжнародний Сока Гаккай (Soka Gakkai International) 26 січня 1975 року на острові Гуам. Сока Гаккай в даний час[коли?] складається з 84 організацій та налічує 12 мільйонів членів у 192 країнах.